# ハイブリッドイグアナ
ハイブリッドイグアナ（Hybrid Iguana）とは雄のウミイグアナと雌のリクイグアナの交雑によって2000年代後半に新たに生まれた繁殖能力のない雑種のイグアナである。

## 概要
太平洋の南米エクアドル領、ガラパゴス諸島のサウスプラザ島（South Plaza Island）に新たに派生したハイブリッドイグアナは、地球温暖化によって起こると見られる気候変動により海水の温度が大きく変化し、ウミイグアナが主なる食料とする海草が減少し、新たな食料を求めてウミイグアナが島の陸に住みつき、その中の雄が雌のリクイグアナと交配して派生したものである。
リクイグアナは一匹の雄と複数の雌でコロニーを成しているが、ウミイグアナの雄がリクイグアナの雄を闘争によって追い出し、その後雌のリクイグアナとの交配によって生まれたものである。繁殖能力はないため、F1以外は存在しない。
ウミイグアナは、海岸の岩場に住みつき、その四肢には水掻きと爪が発達している。主に海中で海草を食べているが、潮の流れに流されないように鋭い爪で岩にしがみつき安定した姿勢で海草を食べることができる能力を持っている。
一方、リクイグアナは海岸から離れた島の陸上に住みつき、そこのサボテンを主な食料とするが、ウミイグアナと違い鋭い爪を持たないため、サボテンに自ら登ってそれを食べることはできず、もっぱら鳥などが食べた時や自然に落ちてくるサボテンを食べている。

## 新たな進化と考えられる能力
ハイブリッドイグアナは、雑種ではあるものの鋭い爪をそなえており、サボテンに登りそれを食べることができ、また海に潜り海草も食べることができる。この優れた身体能力によって、陸上のサボテンと海中の海草のいずれも食べることができるハイブリッドイグアナは、今後も継続する地球温暖化によると考えられている気候変動によって、彼らの食料の不作や不足が起こったとしても、生き延びられる雑種と主張する向きもあるが、繁殖能力はないため、ウミイグアナ・リクイグアナ両種が存在しない限り生まれ得ない。一般に動物は気候変動などによる生息地の環境の変化に対応して棲息地を住み変える、または移動して新たな生息地を求めるが、ガラパゴス諸島のような閉じた環境では新たな移動と言われる別の生息地はなく、ウミイグアナが海岸から陸地に侵入して住み着くのができる範囲の限られた生息地の移動である。このハイブリッドイグアナはチャールズ・ダーウィンが進化論の確立のもととなったガラパゴス諸島で21世紀初頭の現代において起こった新たな進化として一部の人間にはセンセーショナルに捉えられているが、ただの雑種を進化と呼べるかどうかは疑問である。交雑によってロバとウマの雑種のラバや、ライオンとトラの雑種のライガーが生まれたからといって、これを進化とは呼ばない。